# HK Poprad
Der HK Poprad ist ein Eishockeyklub aus Poprad, Slowakei, der in der höchsten Spielklasse der Slowakei, der Extraliga spielt.

## Geschichte
Der Verein wurde 1929 unter dem Namen Karpathenverein Poprad gegründet und schon 1930 in HC Poprad umbenannt. In den 1930er Jahren gehörte der HC Poprad zu den besten Clubs der Slowakei. 1935 fusionierte der HC Poprad mit dem 1926 gegründeten ŠK Vysoké Tatry und nannte sich fortan HC Tatry.
Ab 1945 nahm der Verein an der neu geschaffenen tschechoslowakischen Staatsliga teil, aus der der Verein 1947 abstieg. In den folgenden Jahren nahm der Verein an der zweitklassigen slowakischen Liga (1. SNHL) teil und änderte seinen Namen 1948 in Sokol Tatry Poprad und 1950 in TJ Tatran Poprad. Zwischen 1951 und 1954 gehörte der Verein dann wieder der ersten Spielklasse an, wurde in der Saison 1953/54 jedoch Letzter und stieg damit in die 1. SNHL ab.
Nach diesem Abstieg spielte der Verein bis 1991 in der zweiten Spielklasse der Tschechoslowakei. Dabei änderte er seinen Namen über die Jahre in Lokomotíva-Vagónka-Stavbár (LVS) Poprad, später in Telovýchovnej jednoty (TJ) Pozemné stavby (PS) Poprad, 1988 in ČH Poprad und 1990 in ŠKP PS Poprad. In dieser Zeit konnte der Verein vier slowakische Meisterschaften feiern, 1970, 1981, 1985 und 1991.
Nach 37 Jahren der Zweitklassigkeit schaffte der ŠKP PS Poprad 1991 den Aufstieg in die 1. Liga und gehörte dieser Liga bis zur Teilung derselben 1993 an. In der slowakischen Extraliga erreichte der HK Tatravagónka Poprad 1997 und 1998 jeweils den dritten Platz in der Meisterschaft. Am Ende der Spielzeit 2005/06 errang die Mannschaft den bisher größten Erfolg in der Vereinsgeschichte, die slowakische Vizemeisterschaft. Nach diesem Erfolg wurde der Verein in HK Aquacity ŠKP Poprad umbenannt, da der Betreiber der Aquacity Poprad Hauptsponsor des Vereins wurde. Neben diesen Erfolgen in der Liga hat der HK Poprad bisher zwölfmal den Tatra-Pokal gewonnen.
Aufgrund des Rückzugs des Hauptsponsors trägt der Verein seit 2010 wieder den Namen HK Poprad und wurde 2011 erneut slowakischer Vizemeister.

## Erfolge
- Gewinn des Tatra Pokals 1935, 1936, 1937, 1938, 1939, 1940, 1942, 1943, 1947, 1995, 2000, 2001, 2005 und 2012
- Gewinn der 1. SNHL 1970, 1981, 1985 und 1991
- Aufstieg in die höchste Spielklasse der ČSFR 1991
- Slowakischer Vizemeister 2006, 2011

## Bekannte ehemalige Spieler
Die folgende Liste enthält ehemalige Spieler des Vereins, die entweder internationale Bekanntheit erlangt haben. Dazu gehören Nationalspieler genauso wie Spieler, die in Deutschland oder der National Hockey League spielen oder gespielt haben.
| - Ľuboš Bartečko - Peter Bondra - Alexander Gemov - Michal Handzuš - Peter Ihnačák - Peter Pucher - Ján Plch | - Igor Rataj - Radoslav Suchý - Miroslav Šimonovič - Július Šupler - Tomáš Surový - Ľubomír Vaic - Richard Žemlička |

## Heimspielstätte

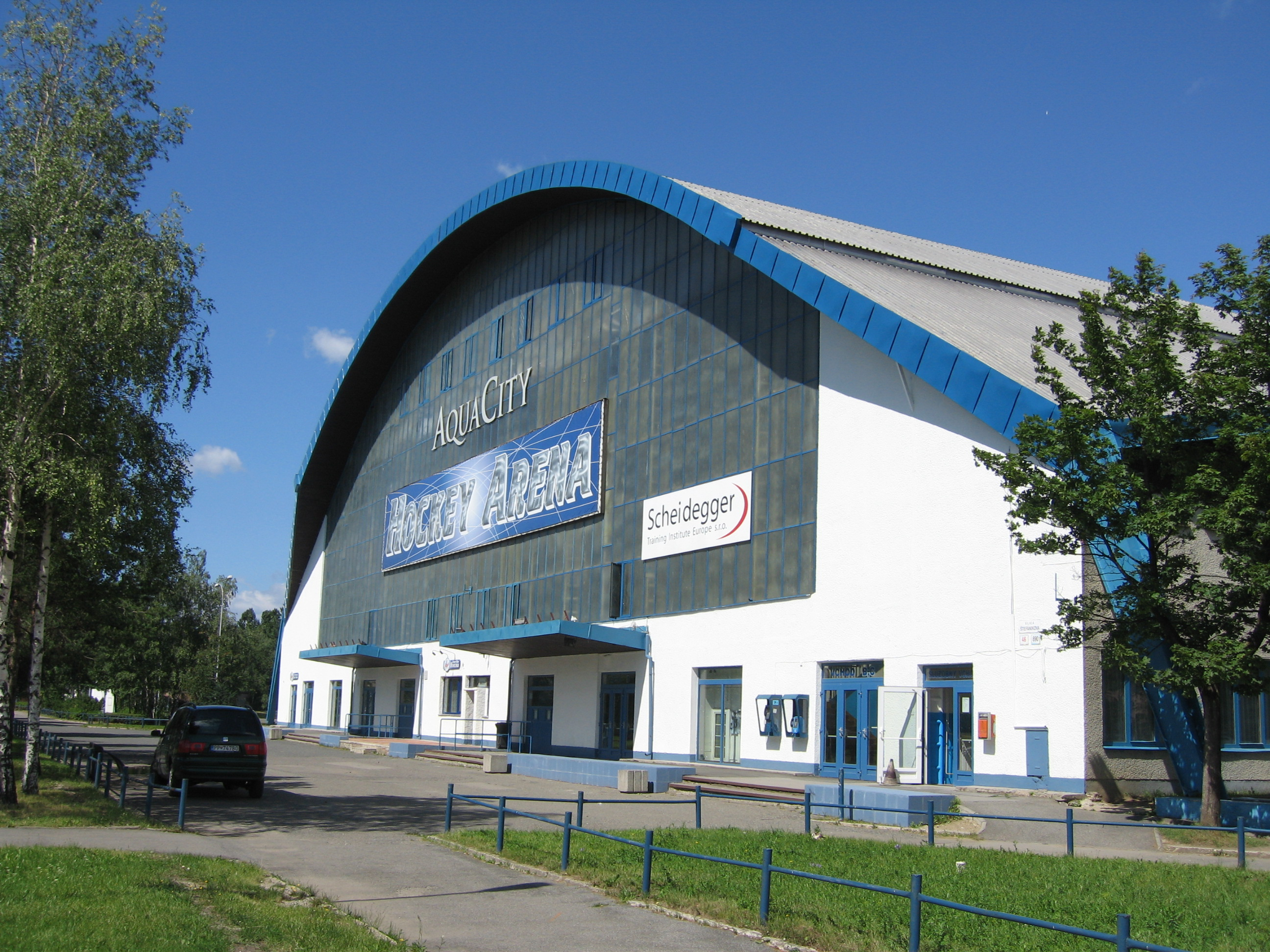
Die Eissporthalle in Poprad

Der HK Poprad trägt seine Heimspiele im Zimný štadión Poprad an, das heute (2012) eine Kapazität von 4.500 Zuschauern hat. Das Bauwerk wurde 1973 fertiggestellt und hatte bis 2006 eine Kapazität von 5.500 Plätzen. Nach einem Umbau wurde die Kapazität auf 4.500 Plätze durch die Schaffung von zusätzlichen Sitzplätzen verringert.